# الوادي الأصفر (فلم)
الوادي الأصفر  فيلم دراما مصري من إخراج وتأليف ممدوح شكري عام 1970. الفيلم من بطولة مريم فخر الدين، شكري سرحان، يوسف شعبان، محمود المليجي، ونورا  وتدور الأحداث حول قبيلة عربية تعيش في الصحراء وتواجه مشكلة ندرة المياه والقحط، ويبحثون عن حل لمشكلتهم ولو بالترحال، وبعض منهم متمسكون بالأرض وفي انتظار البترول الذي يمدهم بالنور، وتقيم بينهم عرافة عجوز تسيطر على مقاليد الأمور.
صدر الفيلم إلى دور العرض المصرية في 9 نوفمبر 1970.
منح موقع قاعدة بيانات الأفلام على الإنترنت (IMDB) الفيلم درجة 3.6/ 10.
منح موقع قاعدة بيانات الأفلام العربية «السينما.كوم» الفيلم درجة 5.2/ 10.

## طاقم التمثيل
مريم فخر الدين: في دور رابحة عمران
شكري سرحان: في دور راجح عمران (شقيق رابحة)
يوسف شعبان: في دور غالب
محمود المليجي: في دور غريب
نورا: في دور سلمى (ابنة الغريب وحبيبة راجح)
عبد الخالق صالح: في دور الشيخ شداد (حاكم القبيلة)
عبد السلام محمد: في دور إبراهيم (تابع راجح)
عبد المنعم أبو الفتوح: في دور الشيخ عمران (والد راجح)
علية عبد المنعم: في دور أم سلمى (زوجة الغريب)
محمود العراقي: في دور سعفان بركات
كامل أنور: في دور الشيخ بركات
سهير رضا: في دور ربيعة (العرافة العجوز)
سمير ولي الدين: في دور حمدان
بالاشتراك مع: عبد الغني النجدي - رأفت أحمد - جمال الوحش - أحمد عبد الهادي - وسيلة السيد - سلوى زكائي

## أغنية الفيلم
أغنية «الرحيل»
كلمات: طلعت نصر الدين 
ألحان: عبد الفتاح راشد

## أحداث الفيلم
تعاني قبيلة عرب، تسكن الصحراء، من موسم جفاف لم تسقط فيه أمطار، بينما الشاب العابس غالب (يوسف شعبان) يلهو عند مكان البئر الوحيد وهو يغازل حبيبته رابحة عمران (مريم فخر الدين) ورفيقتها سلمى (نورا) التي يعشقها الشاب النابه راجح عمران (شكري سرحان) شقيق رابحة. يجتمع شيوخ القبيلة لبحث موضوع الجفاف وينقسم المجتمعين إلى فريقين: فريق يرى ضرورة الرحيل من موقع القبيلة إلى مكان قريب من شاطئ البحر وتستغرق الرحلة 20 يوم للوصول، ويقف في مقدمة هذا الفريق «غريب» (محمود المليجي) الرجل الذي جاء القبيلة منذ 20 عام هارباً من الحرب العالمية الثانية، ويسانده راجح، بينما الفريق الآخر يؤمن بما تقوله العرافة العجوز الكفيفة «ربيعة» (سهير رضا) ويقف من خلفها الشيخ شداد (عبد الخالق صالح)، حاكم القبيلة، والشيخ عمران (عبد المنعم أبو الفتوح) والد راجح. يختلف الشيوخ المجتمعين مما يدفع راجح للخروج من الإجتماع إلى شباب القبيلة يحثهم على الرحيل، ويتصدى له سعفان (محمود العراقي) ابن الشيخ بركات (كامل أنور) ويتطور الموقف إلى تبادل السباب واللكمات. تبدأ العرافة توغر صدور رافضين الرحيل وعلى رأسهم الشيخ شداد وتدعي أن الغريب يريد جمع القبيلة للرحيل ثم يعود لأخذ الزيت (البترول) الموجود في باطن الأرض والذي يسمونه «الذهب الأسود» للحصول ببيعه على الذهب الأصفر. يرحل الغريب وزوجته وابنته سلمى، ويسارع راجح للحاق بهم ولكنه يعود عندما تحاول شقيقته رابحة الإنتحار بالشرب من تجمع زيت الأرض، ويشفق الجميع على من رحل وسط رياح عاصفة. يجلس أهالي القبيلة حول البئر الجاف بعد أن عصفت الرياح بخيامهم والشيخ عمران يدعوهم للرحيل بينما العرافة تعارض وتشور عليهم بحفر بئر جديد. تبدأ ماشية وحيوانات القبيلة في الموت واحدة تلو الأخرى، بينما الغريب وأسرته راحلين في صحراء بها الغام. يرحل راجح وغالب وتابعهم إبراهيم، بعد استئذان الشيخ عمران، للبحث عن الماء، ويكتشف سعفان أن العرافة قد تم قتلها ويقوم بإبلاغ الشيخ شداد متهماً راجح بقتلها. يعود الماء للبئر ويشاهد أهل القبيلة أثنين من مهندسين التنقيب عن البترول ويقومون بطردهم إعتقاداً منهم أنهم تابعين للغريب. يطارد سعفان راجح لإعادته وتوقيع القصاص عليه، بينما يعترف إبراهيم لراجح وغالب بقتله العرافة، كما يرسل عمران رجاله للتصدي لسعفان ورجاله. يعثر الغريب على بحيرة ويملأ منها لسقاية أسرته ولكنه يطأ على لغم ويموت وكذلك زوجته، وفي نفس الوقت يتغلب راجح على سعفان ويقيده، ويعود للقبيلة تاركاً غالب وإبراهيم للبحث عن سلمى وأسرتها. يصطحب راجح الراغبين في الرحيل ويعد الشيخ شداد بعدم القدوم مع المهندسين إذا صادفهم، بينما يعثر غالب وإبراهيم على سلمى غائبة عن الوعي بالقرب من بحيرة الماء. يقدم غالب لسلمى الماء وتحذرهم من حقل الألغام، وعندما تغفو يهاجمها غالب، ويغتصبها، ويموت إبراهيم من انفجار لغم وهو يحاول إنقاذ سلمى. تستمر قافلة الرحيل وراجح على رأسها حتى موقع وجود سلمى وغالب، وعندما يدرك راجح ما أقدم عليه غالب يقتله ويسارع للبحث عن مهندسين التنقيب عن البترول.

## وصلات خارجية
- الوادي الأصفر على موقع IMDb (الإنجليزية)
- الوادي الأصفر على موقع الدهليز
- الوادي الأصفر على موقع قاعدة بيانات الأفلام العربية
- الوادي الأصفر على موقع الدهليز
- الوادي الأصفر على موقع كاروهات

https://www.csfd.cz/film/741980-al-wadi-al-asfar/hraji/ الوادي الأصفر (فلم)
https://www.filmweb.pl/film/Al+wadi+al+asfar-1970-573063 الوادي الأصفر (فلم)
https://www.interfilmes.com/filme_290206_Al.wadi.al.asfar.html الوادي الأصفر (فلم)